# 死霊高校
『死霊高校』（しりょうこうこう、The Gallows）は、2015年のアメリカ合衆国のホラー映画。
ある高校を舞台に、20年前に上演中の事故で生徒が亡くなった曰く付きの舞台劇を再演することになった生徒らが見舞われる恐怖体験を生徒らが撮影した映像という設定のファウンド・フッテージ形式で描いている。

## ストーリー
時は遡ること1993年。ビアトリス高校の演劇部の舞台上にて、ハングマンをテーマにした演劇『THE GALLOWS』が行われていた。その主役に急遽代役として抜擢された男子生徒・チャーリーは、不慮の事故により、クライマックスにおいて本当に絞首台で首を吊られて死んでしまう。そして月日は流れ約20年後。演劇部では再び、あの『THE GALLOWS』を行うことになる。演劇部のヒロイン・ファイファーの誘いを受けた本作の主人公・リースは、アメフト部であるにもかかわらず、彼女に惹かれていたこともあって舞台への主演を承諾。同じアメフト部の悪友・ライアンに笑われつつ、日々稽古に励むのであった。だが一行に演技の上達しないリースを見かねたライアンは、夜中にステージに忍び込み、セットを壊して強引に演劇を中止しようと持ちかける。渋々ながら結局はその提案に乗ったリースは、ライアンと彼の彼女・キャシディと共に、“校内で唯一鍵の壊れた扉”を通って深夜の学校に侵入。意気揚々と絞首台のセットを破壊する彼等であったが、そこに偶然リースの車を見つけたというファイファーが姿を現すのであった。紆余曲折の末、計画の一部始終をファイファーに知られてしまい、愕然とするリースとライアン。しかし、どうしたことか来るときに使った扉は開かず、校内から外に出られない。そして、彼等が壊したはずのセットは、少し目を離した隙に何故か元に戻っている。 困惑する四人を待ち受けていたものは、遭遇した人間を“絞首台で処刑する”舞台裏の悪霊と化したチャーリーなのであった。

## キャスト
| 役名                 | 俳優                   | 日本語吹替 |
| -------------------- | ---------------------- | ---------- |
| リース               | リース・ミシュラー     | 小林親弘   |
| ファイファー         | ファイファー・ブラウン | 山根舞     |
| ライアン             | ライアン・シューズ     | 木村昴     |
| キャシディ           | キャシディ・ギフォード | 志田有彩   |
| シュウェンディマン氏 | トラヴィス・クラフ     | 山本兼平   |

- 他の吹替版キャスト：大坂史子／吉田健司／須田祐介／丸山有香／早川毅／中島ヨシキ／橘潤二／立岡耕造／稲垣拓哉／赤坂柾之／槇原千夏／夏川朋子／蓮岳大／内野孝聡

## 製作
2014年6月24日、ニュー・ライン・シネマが本作の配給券を購入したと発表した。同年12月10日、本作の全米公開日が2015年7月10日に設定されたと報じられた。本作はロフィング監督が生まれ育った町、ネブラスカ州ベアトリーチェを舞台としているが、実際にロケが行われたのはカリフォルニア州フレズノである。幾つかのシーンはベアトリーチェで撮影されたが、劇場公開版ではそのシーンは全てカットとなった。ただし、当該シーンは本作のDVD及びブルーレイに収録されている。
なお、本作はスタントマンやCGをほとんど使用せずに撮影されている。

## 興行収入
2015年7月10日、本作は全米2720館で封切られ、公開初週末に980万ドルを稼ぎ出し、週末興行収入ランキング初登場5位となった。

## 評価
本作は批評家から酷評されている。映画批評集積サイトのRotten Tomatoesには102件のレビューがあり、批評家支持率は16%、平均点は10点満点で3.2点となっている。サイト側による批評家の見解の要約は「ストーリーに捻りを効かせようとして失敗し、映像は美しさに欠ける。『死霊高校』は混乱する観客をファウンド・フッテージの手法で撮影されたホラー映画群の底辺へと誘っていく」となっている。また、Metacriticには22件のレビューがあり、加重平均値は30/100となっている。なお、本作のCinemaScoreはCとなっている。